# Pahapilli
Pahapilli is een plaats in de Estlandse gemeente Saaremaa, provincie Saaremaa. De plaats heeft de status van dorp (Estisch: küla) en heeft 26 inwoners (2021).
Tot in oktober 2017 lag Pahapilli in de gemeente Mustjala. In die maand ging Mustjala op in de fusiegemeente Saaremaa.
Pahapilli ligt aan de noordkust van het eiland Saaremaa. De haven van het dorp staat bekend onder de naam Varese sadam (sadam betekent ‘haven’).

## Geschiedenis
Pahapilli werd in 1627 voor het eerst genoemd onder de naam Paha Pilli Tönnis, maar het is mogelijk dat met Pilli Pent, genoemd in 1592, ook Pahapilli werd bedoeld. Paha Pilli Tönnis was een boerderij op het landgoed van Paatsa. In 1826 heette ze Pahapilli en was ze een dorp.
Tussen 1977 en 1997 maakten de buurdorpen Liivaranna (dat toen Liiva heette) en Liiküla deel uit van Pahapilli.